# Шаматов, Александр Михайлович
Александр Михайлович Шама́тов (1915—1971) — советский инженер, лауреат Ленинской и Сталинской премий.

## Биография
Работал в опытном конструкторском бюро машиностроительного завода № 92 («Новое Сормово») (затем — почтовый ящик № 206, с 1967 года — Опытное конструкторское бюро машиностроения) в городе Горький: начальник компановочного отдела, начальник реакторного отдела, заместитель главного конструктора.
Разработчик общей компановочной схемы базовой установки, конструкции ряда реакторов и их основных узлов.
Похоронен на кладбище «Красная Этна» (Нижний Новгород).

## Награды и звания
- Сталинская премия второй степени (1953) — за инженерную разработку конструкции первого промышленного тяжеловодного реактора ОК — 180 и за проект завода
- Ленинская премия (1960) — за создание реактора к первому советскому атомному ледоколу «Ленин».
- ордена и медали